# Mattio Rampollini
Mattio Rampollini (1497 – 1553) è stato un compositore italiano di musica rinascimentale, attivo a Firenze.
Lavorava per i Medici, ed era collega del più famoso Francesco Corteccia; era noto per i suoi madrigali, alcuni composti per il divertimento dell'opulenta corte dei Medici.
Le più importanti opere rimaste sono un ciclo di sette canzoni del Petrarca, pubblicato nel 1554 a Lione da Jacques Moderne.